# Товарищ (гурт)
Товарищ - радянський та український рок-гурт. Нетривалий час існував у Харкові наприкінці 1980-х - на початку 1990-х років. Виконував напівакустичний фолк-панк.

## Концепція
Засновником гурту "Товарищ" став Олександр Панченко, - професійний математик і музикознавець, колишній учасник харківського арт-рок гурту "Гра". До моменту створення гурту Панченко захистив диплом за темою народної музики Казахстану і грав на дутарі. У сферу його мистецтвознавчих інтересів входили ритм-енд-блюз, народна музика Середньої Азії, європейський і перський фольклор. Свої уявлення про музику і спробу пошуку спільного коріння різних культур Панченко іменував "теорією індо-європейської музики", а музикування називав "спробою транснаціонального бачення".
Творчий метод свого нового колективу Панченко характеризував формулою "фолк + панк = фолк-панк". Музикант зробив ставку на напівакустичне звучання, стверджуючи: "Ми можемо бути агресивними навіть в акустиці". Основу аранжувань, як правило, становили партії скрипки, флейти або фортепіано, супроводжувані енергійним акомпанементом бас-гітари. При цьому під час студійної роботи лідер "Товариша" прагнув за можливості записуватися "наживо", без накладень.
Серед улюблених музикантів Панченка, які вплинули на творчість групи, були Френк Заппа, Talking Heads, Led Zeppelin, а також талліннський ансамбль старовинної музики Hortus Musicus....

## Історія
Гурт виник на початку 1989 року і розпався вже наступного року. Однак за цей час "Товарищ" встиг виступити на кількох великих рок-фестивалях, серед яких "Рок проти сталінізму" (Харків), "СиРок" (Москва), "Полный гудбай" (Київ). У другій половині 1989 року було розпочато роботу над магнітоальбомом "Что угодно, как угодно", що завершилася восени. Альбом записувався в кілька прийомів на аматорських харківських студіях і вийшов витриманим у стилістиці lo-fi. Матеріал вирізнявся вельми агресивною музичною подачею, а тексти мали водночас зухвалий і сюрреалістичний характер.
У 1993 році група, що зібралася знову, дала кілька концертів в Україні та Росії. Представлена відродженим "Товарищем" нова програма вирізнялася набагато менш агресивними текстами і звучанням. Однак незабаром "Товарищ" розпався остаточно, а його засновник переїхав на постійне місце проживання до США.

## Склад
Крім Олександра Панченка (вокал, дутар), у концертній діяльності та записі альбому брала участь велика кількість музикантів, серед яких Ярослав Куликов (бас, бек-вокал), Олексій Сова (скрипка, ударні), Олена Панченко (бубон, клавішні), Євген Ходош (флейта, клавішні, ударні), Андрій Монастирний (ударні), Євген Ніколаєвський (ударні). За підрахунками самого Панченка, до 1993 року в складах "Товариша" відзначилося близько двадцяти осіб.
Євген Ходош згодом став засновником гуртів "Чичка-Дричка" та "Казма-Казма". Ярослав Куликов заснував гурт "Ельза", а Андрій Монастирний - "Чужой". Євген Ніколаєвський брав участь у цих колективах як барабанщик.

## Дискографія
- 1989 — Что угодно, как угодно